# Philodendron maguirei
Philodendron maguirei är en kallaväxtart som beskrevs av George Sydney Bunting. Philodendron maguirei ingår i släktet Philodendron och familjen kallaväxter. Inga underarter finns listade.